# Petr Kracik
Petr Kracik (* 3. června 1958 Trutnov) je český divadelní režisér

## Životopis
Narodil se v Trutnově. V letech 1975 až 1977 studoval herectví na Lidové konzervatoři a v letech 1980 až 1986 režii na DAMU. Absolvoval režií Majakovského Ledové sprchy a Brechtovy Krejcarové opery a poté nastoupil do brněnského Loutkového divadla Radost, kde inscenoval mimo jiného Ibsenova Peera Gynta, Molièrova Dona Juana či Puškinovo O careviči a sedmi bohatýrech. Poté následovala hned Praha, a sice angažmá v tehdejším Divadle E. F. Buriana, kde režíroval Schillerova Fiesca, Landovského Sanitární noc a Kopkovova Slona. Záhy přišla nabídka od Oty Ševčíka na místo režiséra v Divadle pod Palmovkou, kde se Petr Kracik zanedlouho stal uměleckým šéfem a od roku 1992 do srpna roku 2013 také ředitelem.
Od roku 2018 je ředitelem Těšínského divadla.

## Dílo

### Divadlo Pod Palmovkou
Věnuje se především činohernímu divadlu. V domovském Divadle pod Palmovkou režíroval např. Sperrovy Lovecké scény z Dolního Bavorska, Shakespearův Tragický příběh Hamleta, dánského prince, Steinbeckovo O myších a lidech, Ibsenova Peera Gynta, Brechtova Pana Puntilu a jeho služebníka Mattiho, Dostojevského Idiota, Lorcův Dům doni Bernardy, Calderónův Život je sen, Molièrova Dona Juana, Gorkého Letní hosty, Goethovo Utrpení mladého Werthera, Tolstého Vládu tmy, Williamsovu Kočku na rozpálené plechové střeše, Kohoutova Ubohého vraha, Millerův Pohled z mostu, Rostandova Cyrana z Bergeracu, Ingův Návrat do pekla, Shakespearovu Bouři, O'Neillův Smutek sluší Elektře, Preissové Gazdinu robu, Boltovo Ať žije královna!, Wassermanův Přelet nad kukaččím hnízdem či Williamsovu Báječnou neděli v parku Crève Coeur.

### Ostatní divadla
Spolupracoval také s dalšími českými a moravskými divadly – především s Divadlem na Vinohradech (A. Strinberg – Královna Kristina, L. Hellmanová – Podzimní zahrada, F. Schiller – Valdštejn, N. Simon – Drobečky z perníku aj.), s pražským Národním divadlem (J. K. Tyl – Paličova dcera), s Městským divadlem Brno (M. J. Lermontov – Maškaráda) a s Východočeským divadlem v Pardubicích (R. Planchon – Tři mušketýři, A. Jirásek – Vojnarka, A. Casona – Jitřní paní).

### Hudební divadlo
Vytvořil také řadu inscenací v žánru hudebního divadla: v Divadle pod Palmovkou inscenoval např. Dvořákova a Wenigova Čerta a Káču, Brechtovu a Weillovu Krejcarovou operu, v Hudebním divadle Karlín režíroval Straussova Netopýra, Kalmánovu Hraběnku Maricu a Lehárovu Zemi úsměvů, v Městském divadle Brno Zolův, Uhdeův a Štědroňův muzikál Nana či Dogovy a Lotjanuovy Cikáni jdou do nebe, v Divadle Milénium Blažkovy a Rychmanovy Starce na chmelu a v Ústí nad Labem Dvořákova Jakobína.